# Seraumont
Seraumont ist eine französische Gemeinde im Département Vosges in der Region Grand Est (bis 2015 Lothringen). Sie gehört zum Arrondissement Neufchâteau und zum Gemeindeverband Ouest Vosgien.

## Geografie
Die Gemeinde Seraumont liegt etwa 40 Kilometer südwestlich von Toul an der Grenze zum Département Meuse in sehr waldreichem Gelände und im Einzugsgebiet der Maas. Umgeben wird Seraumont von den Nachbargemeinden Vaudeville-le-Haut im Norden, Les Roises im Nordosten, Domrémy-la-Pucelle im Osten, Coussey im Südosten, Sionne im Süden sowie Chermisey im Südwesten.

## Bevölkerungsentwicklung
| Jahr      | 1962 | 1968 | 1975 | 1982 | 1990 | 1999 | 2009 | 2014 | 2020 |
| Einwohner | 38   | 46   | 49   | 44   | 39   | 40   | 50   | 48   | 34   |

## Sehenswürdigkeiten
- Kirche St. Desiderius (Saint-Didier)
- Dolmen du Bois-du-Comtôt Monument historique
- Ruinen einer ehemaligen Wehrburg

Kirche St. Desiderius in Seraumont
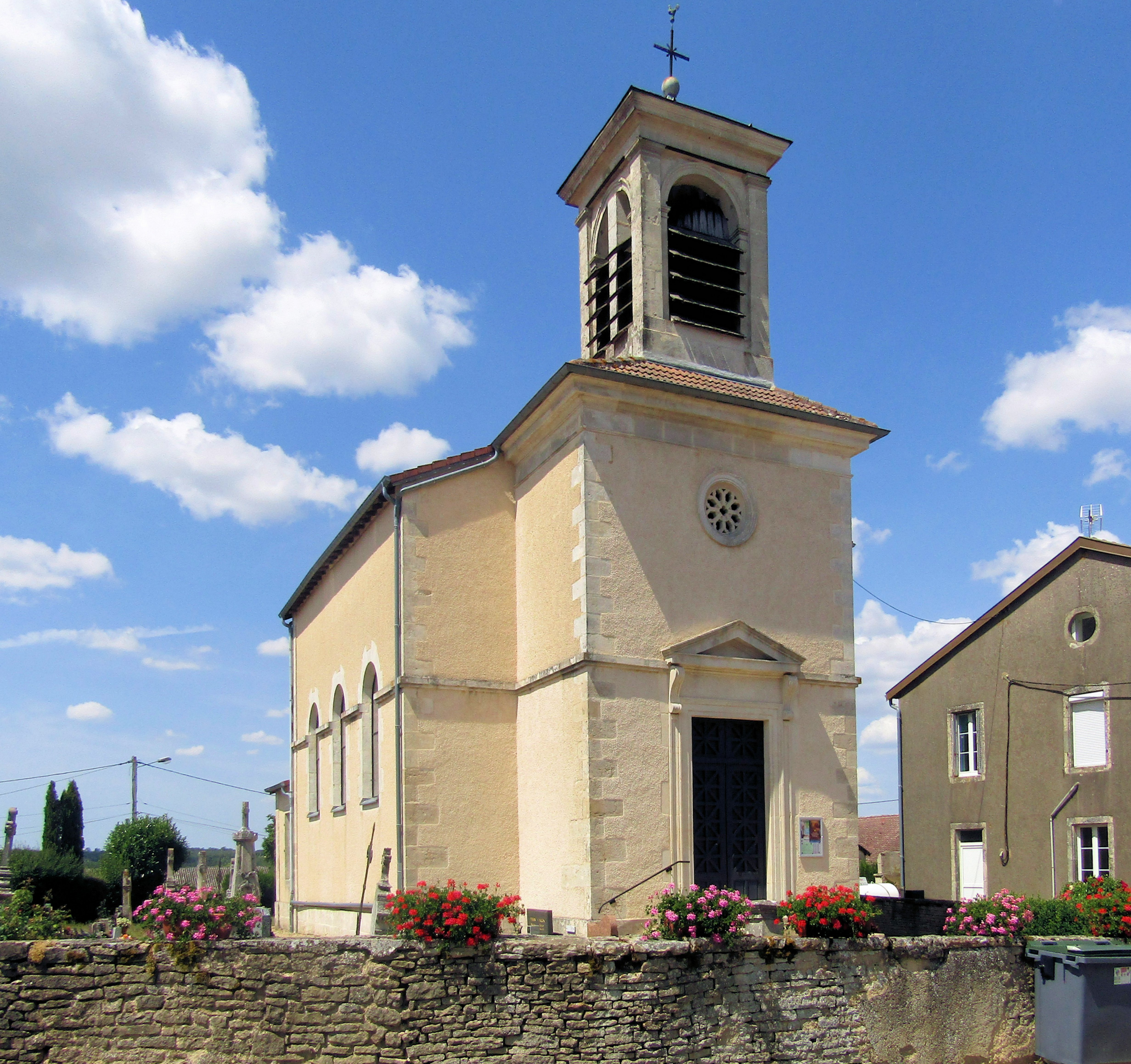
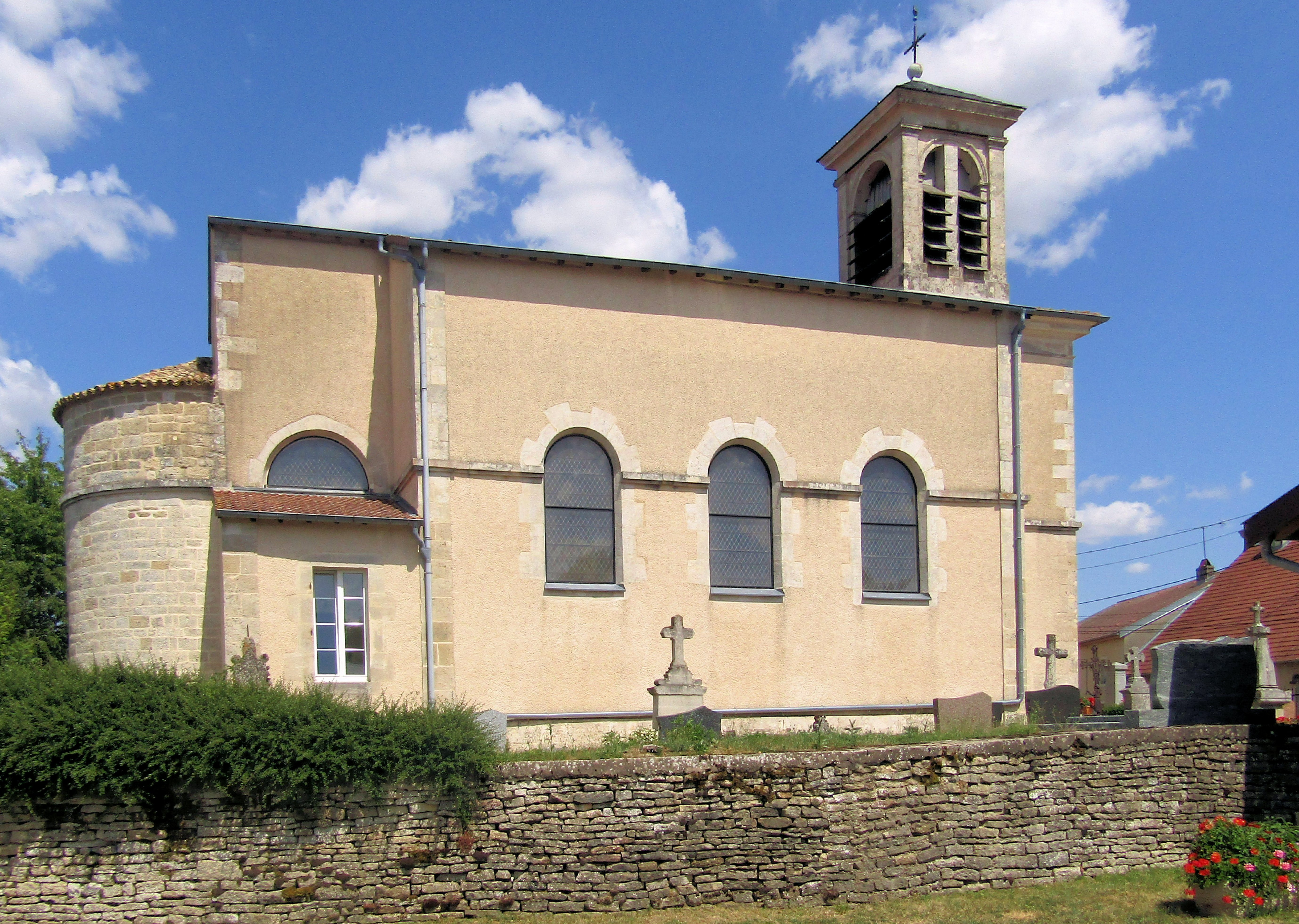